# Orbán Balázs (író)
Báró lengyelfalvi Orbán Balázs (Lengyelfalva, 1829. február 3. – Budapest, 1890. április 19.) magyar író, néprajzi gyűjtő, fotográfus, országgyűlési képviselő, a Magyar Tudományos Akadémia levelező tagja (1887).

## Életútja
Székelyudvarhely mellett, Lengyelfalván született, régi udvarhelyszéki székely családban. Apja, lengyelfalvi báró Orbán János (1779–1871), országgyűlési képviselő, aki a francia háborúk alatt katonatiszt volt, anyja, Knechtel Eugénia (1810–1883). Orbán Balázs emlékiratai szerint félig felvidéki magyar, félig isztambuli olasz (vagy görög) családból származott. Orbán Balázs dédapja, lengyelfalvi Orbán Elek, 1744. november 13-án nyert bárói címet Mária Terézia magyar királynőtől.
Iskoláit Székelyudvarhelyen végezte, előbb a katolikus, majd – mivel ott ógörögöt, matematikát és történelmet is tanulhatott – a református gimnáziumban, de már 1846 tavaszán elhagyta szülőföldjét. Családjával Konstantinápolyba utazott, a velencei származású – valószínűleg a muzulmánok által megmérgezett – nagyanyja, Foresti Mária örökségének átvételére. Hosszas pereskedés után is csak töredékét kapta meg a mesés vagyonnak, így kitanulta az órásmesterséget. Felhasználva a megmaradt lehetőséget, beutazta a Közel-Keletet. Eljutott Egyiptomba, ahol megmászta a piramisokat, a Szentföldön bejárta a bibliai helyeket, számos erdélyi magyar és román „beduinnal” találkozott, akik a besorozás elől szöktek meg, bejárta Kis-Ázsiát, tanulmányozta az antik görög kultúra emlékeit, csodálattal írt a görög nép szabadságharcáról. Keleti élményeit később hat kötetben jelentette meg Utazás Keleten címmel. Az itt látottak hatására erősen antiklerikális nézeteket tett magáévá, melyeknek több művében is hangot adott.

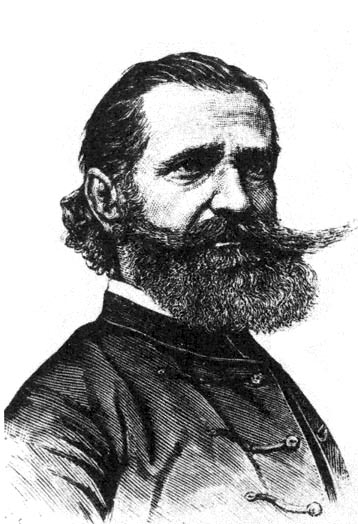

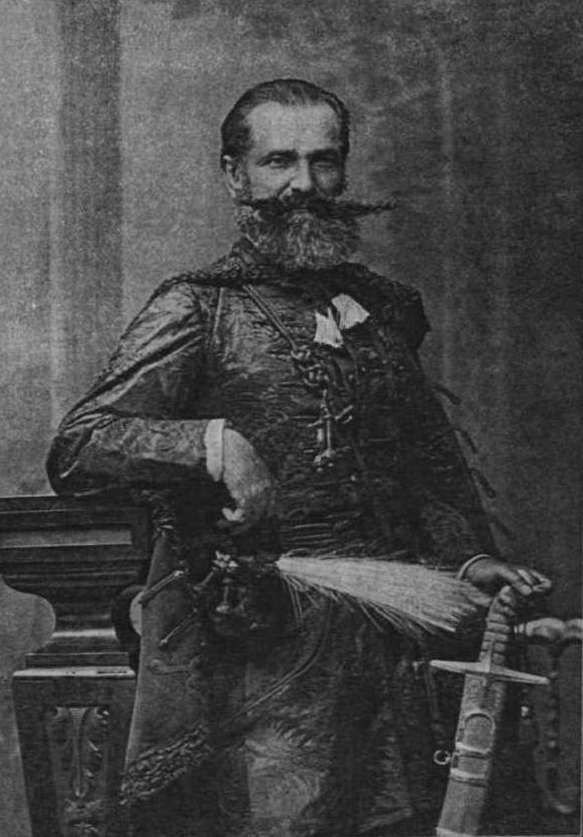
A Vasárnapi Ujság, 1890/17. számában

Egy nyugati lapból, Athénban szerzett tudomást a magyar forradalomról. A török fővárosból egy szabadcsapattal indult haza, azonban Vidinben értesült a szabadságharc bukásáról. Ezután a magyar emigránsokat segítette szállással és munkahellyel. További élete meghatározó élménye volt, hogy Kossuth környezetébe került. Nem térhetett haza, a császári hatóságok ellenségnek tartották. Londonba utazott, ahol Petőfi barátjával, Teleki Sándorral barátkozott össze. Nagy hatással volt rá a Jersey, majd Guernsey szigetén emigrációban élő Victor Hugo, akinek az volt a véleménye róla, hogy „kétszáz Orbán Balázzsal meg tudnám dönteni III. Napóleon császárságát”.
Csak 1859-ben térhetett haza. Az abszolutizmus éveit, az enyhülés időszakát arra használta fel, hogy bejárja a Székelyföldet. Eljutott minden településre, várromhoz, természeti ritkasághoz. Szorgalmasan jegyzetelt, fényképezett. Munkája eredményeként 1868–1873 között hat kötetben kiadta fő művét, A Székelyföld leírása történelmi, régészeti, természetrajzi s népismereti szempontból címen.
1872-től élete végéig tagja volt a magyar Országgyűlésnek, 1848-as, függetlenségi programmal az ellenzékhez tartozott. Parlamenti beszédeit is hat kötetben adta ki. Közben az általa kiépített Szejkefürdőn dolgozott: történelmi tanulmányokat írt, sok újságcikket közölt az ellenzéki lapokban.
Késői elismerésként, csak 1888-ban lett az Akadémia levelező tagja. Utód nélkül halt meg.

## Társasági tagság
- Kemény Zsigmond Társaság

## Emlékezete

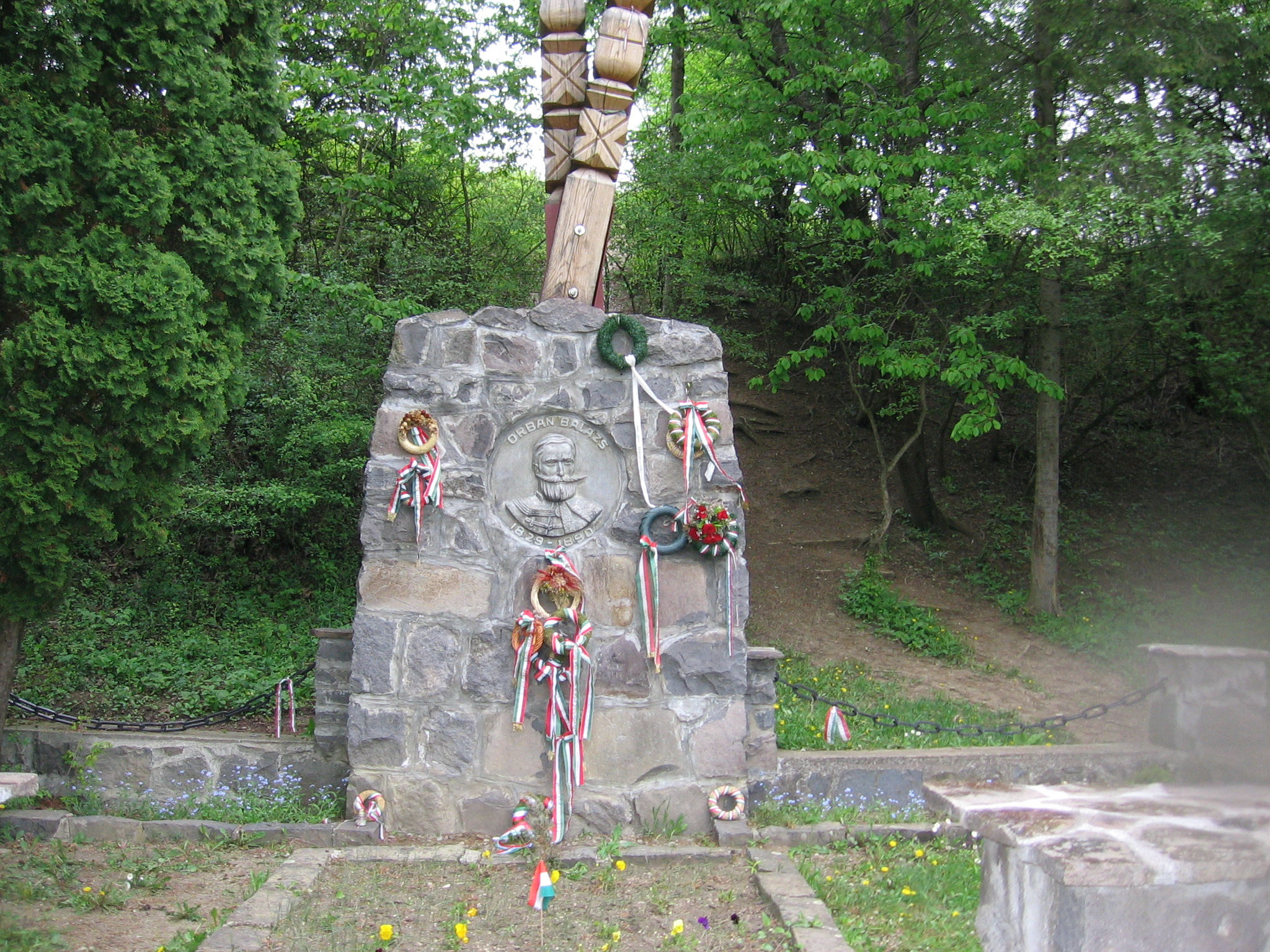
Orbán Balázs síremléke

Egyetlen örökösének a magyar, közelebbről a székely népét teszi, de hagyatéka fölött hosszas per keletkezett. Temetésén határozták el, hogy szobrot érdemelnek neki, de erre is egy bő évszázadig, 1995-ig kellett várni. Végrendelete szerint Szejkefürdőn temették el. Sírja elé székelykapu-sort állítottak, amelyből az utolsó kapu az övé volt.
Székelykeresztúron és Székelyudvarhelyen iskola, utóbbiban egy fotósklub is viseli nevét. Hargita, Kovászna és Maros Megye Tanácsa 2011-ben létrehozta az Orbán Balázs-díjat, amelyet olyan személyiségeknek ítélnek oda, akik elévülhetetlen érdemeket szereztek az egységes Székelyföld-kép kialakításában, a térség sajátos hagyományaira alapozott modernizációjában.
Orbán Balázs-barlang a neve a Vargyas-szoros Természetvédelmi Terület egyik barlangjának.

## Származása
| br. Orbán Balázs (Lengyelfalva, 1829. febr. 3– Budapest, 1890. ápr. 19.) író, néprajzi gyűjtő | Apja: br. lengyelfalvi Orbán János (Kassamindszent, 1779– Lengyelfalva, 1871. aug. 24.) huszárezredes | Apai nagyapja: br. Orbán Pál (1751–1829) őrnagy        | Apai nagyapai dédapja: br. Orbán Elek (Lengyelfalva, 1703– Harasztos, 1753) főkirálybiró |
| br. Orbán Balázs (Lengyelfalva, 1829. febr. 3– Budapest, 1890. ápr. 19.) író, néprajzi gyűjtő | Apja: br. lengyelfalvi Orbán János (Kassamindszent, 1779– Lengyelfalva, 1871. aug. 24.) huszárezredes | Apai nagyapja: br. Orbán Pál (1751–1829) őrnagy        | Apai nagyapai dédanyja: bencenci Olasz Krisztina                                         |
| br. Orbán Balázs (Lengyelfalva, 1829. febr. 3– Budapest, 1890. ápr. 19.) író, néprajzi gyűjtő | Apja: br. lengyelfalvi Orbán János (Kassamindszent, 1779– Lengyelfalva, 1871. aug. 24.) huszárezredes | Apai nagyanyja: gr. cserneki és tarkői Dessewffy Klára | Apai nagyanyai dédapja: gr. Dessewffy István alispán                                     |
| br. Orbán Balázs (Lengyelfalva, 1829. febr. 3– Budapest, 1890. ápr. 19.) író, néprajzi gyűjtő | Apja: br. lengyelfalvi Orbán János (Kassamindszent, 1779– Lengyelfalva, 1871. aug. 24.) huszárezredes | Apai nagyanyja: gr. cserneki és tarkői Dessewffy Klára | Apai nagyanyai dédanyja: gecsei Olasz Júlia                                              |
| br. Orbán Balázs (Lengyelfalva, 1829. febr. 3– Budapest, 1890. ápr. 19.) író, néprajzi gyűjtő | Anyja: Knechtel Eugénia (Konstantinápoly, 1810– Szejkefürdő, 1883. dec. 12.)                          | Anyai nagyapja: Knechtel János bányaszakértő           | Anyai nagyapai dédapja: n.a.                                                             |
| br. Orbán Balázs (Lengyelfalva, 1829. febr. 3– Budapest, 1890. ápr. 19.) író, néprajzi gyűjtő | Anyja: Knechtel Eugénia (Konstantinápoly, 1810– Szejkefürdő, 1883. dec. 12.)                          | Anyai nagyapja: Knechtel János bányaszakértő           | Anyai nagyapai dédanyja: n.a.                                                            |
| br. Orbán Balázs (Lengyelfalva, 1829. febr. 3– Budapest, 1890. ápr. 19.) író, néprajzi gyűjtő | Anyja: Knechtel Eugénia (Konstantinápoly, 1810– Szejkefürdő, 1883. dec. 12.)                          | Anyai nagyanyja: Foresti Mária                         | Anyai nagyanyai dédapja: n.a.                                                            |
| br. Orbán Balázs (Lengyelfalva, 1829. febr. 3– Budapest, 1890. ápr. 19.) író, néprajzi gyűjtő | Anyja: Knechtel Eugénia (Konstantinápoly, 1810– Szejkefürdő, 1883. dec. 12.)                          | Anyai nagyanyja: Foresti Mária                         | Anyai nagyanyai dédanyja: n.a.                                                           |

## Művei
- Utazás keleten. Kolozsvár, 1861, Hat kötet (Ism. Szépirodalmi Figyelő 31. sz.).
- A Székelyföld leírása történelmi, régészeti, természetrajzi s népismei szempontból. Pest, 1868-73. Hat kötet (33 önálló s 276 szövegképpel. Ismert. Vasárnapi Ujság 1868. 20. sz. Századok 1869, 1871, 1873, Archaeologiai Értesítő, 1869, A Hon 1868. 290., 295., 296., 300. sz., 1870. 57. sz.).
- Marosvásárhely szab. kir. város leírása. Pest, 1870 (Különnyomat a Székelyföld IV. kötetéből 3 önálló és 10 szövegképpel)
- Toroczkó és völgyének ismertetése, régészeti, természetrajzi és népismei szempontból. Pest, 1871 (Különnyomat a Székelyföld V. kötetéből, 5 önálló és 9 szövegképpel)
- Brassó szab. kir. város leírása történelmi, régészeti és természetrajzi szempontból. Pest, 1873 (Különnyomat a Székelyföld VI. kötetéből 3 önálló és 16 szövegképpel)
- A bárczasági tíz magyar falu leírása, történelmi és régészeti szempontból. Pest, 1873 (Különnyomat a Székelyföld VI. kötetéből 3 önálló és 14 szövegképpel).
- Orbán Balázs országgyűlési beszédei 1871-től 1884-ig. Pest, 1875-84. Öt füzet. (Különnyomat az Országgyűlési Naplóból)
- Kelet tündérvilága vagy Szaif Züliázán szultán. Arab rege. Ali-bey után ford. Kolozsvár, év n. Két rész egy kötetben (Díszkiadásban is 4 kőnyom. képpel)
- Magyar népköltési gyűjtemény. Új folyam III. A Kisfaludy-társaság megbízásából szerkesztik és kiadják. Kriza János, Orbán Balázs, Benedek Elek és Sebesi Jób székelyföldi gyűjtése. Kolozsvár, 1882
- A székelyek származásáról és intézményeiről. Kolozsvár, 1888 (Értekezések a történ. tud. köréből. XIII. 9.)
- Törökországról s különösen a nőkről; vál. Steinert Ágota, jegyz. Fodor Pál; Terebess, Budapest, 1999
- Sztambultól Szejkéig; vál., sajtó alá rend., előszó, jegyz., bibliogr. Balázs Ádám; 3. bőv. kiad.; Kriterion, Kolozsvár, 2009
- Válogatott írások és beszédek; vál., szerk., jegyz. Lövétei Lázár László; Székelyföld Alapítvány, Csíkszereda, 2018 (Székely könyvtár)